# Tessely Zoltán
Tessely Zoltán (Budapest, 1967. július 20. –) biológia–földrajz szakos tanár, néptáncoktató, kutató, politikus, 2010 óta a Fidesz-KDNP országgyűlési képviselője, 2008 és 2014 között Bicske polgármestere.

## Életrajz
Általános iskolai tanulmányait Martonvásáron végezte. A középiskolát Sopronban, a Róth Gyula Erdészeti és Elsődleges Faipari Szakközépiskolában végezte el 1985-ben, ahol képesített erdész lett. 1992-ben végzett az Eötvös Loránd Tudományegyetem Tanárképző Főiskolai Karán biológia–földrajz szakos tanárként. A Művelődési Minisztérium szervezésében néptáncoktató végzettséget szerzett.
2002 májusában lépett be a Fideszbe.
2006-ban Bicske önkormányzatának képviselőtestületébe választották. Indult a Szántó János halálát követő időközi polgármester-választáson, amin megválasztották polgármesternek. 2008. szeptember 28. és 2014. október 12. között Bicske polgármestere, Bicske első jobboldali polgármestere.
2016. január 1-től a Szent László- és a Váli-völgy területfejlesztéséért felelős miniszterelnöki biztos.
Társalgási szinten tud angolul és spanyolul.